# Autostrada Trakija
L'autostrada A1 Trakija (in bulgaro Aвтомагистрала "Тракия"?, Avtomagistrala "Trakija") è un'autostrada situata nella Bulgaria meridionale e che collega Sofia con Burgas. La sua costruzione è terminata nel 2013 al termine di lavori durati 40 anni e la sua lunghezza è di 360 km.
È stata la prima grande autostrada bulgara ad essere completata, seconda solo all'ex autostrada Ljulin. 
L'autostrada fa parte del Corridoio paneuropeo VIII. Il suo nome è dovuto alla regione che attraversa e cioè la Tracia.